# Archidiecezja Tijuana
Archidiecezja Tijuana (łac. Archidioecesis Tigiuanaënsis) – archidiecezja Kościoła rzymskokatolickiego w Meksyku. 

## Historia
20 stycznia 1874 roku papież Pius IX powołał wikariat apostolski Północnej Kalifornii. Dotychczas wierni z tych terenów należeli do archidiecezji meksykańskiej. 13 lipca 1957 roku zmieniono nazwę wikariatu na Tijuana oraz wydzielono prefekturę apostolską La Paz. 13 lipca 1963 roku papież Paweł VI konstytucją apostolską Pro Apostolico munere podniósł wikariat do rangi diecezji. 25 listopada 2005 roku decyzją papieża Benedykta XVI wyrażoną w konstytucji apostolskiej Mexico populi diecezja została podniesiona do rangi archidiecezji metropolitalnej.
Z terenów diecezji w kolejnych latach utworzono diecezje: Mexicali (1966), Ensenada (2007).

## Ordynariusze

### Wikariusze apostolscy Północnej Kalifornii
- Ramón María de San José Moreno y Castañeda OCarm (1874 - 1879)
- Buenaventura del Purísimo Corazón de María Portillo y Tejeda OFM (1880 - 1882)
- Silvino Ramírez y Cuera (1921 - 1922)
- Alfredo Galindo Mendoza MSpS (1948 - 1957)

### Wikariusz apostolski Tijuana
- Alfredo Galindo Mendoza MSpS (1957 - 1963)

### Biskupi Tijuana
- Alfredo Galindo Mendoza MSpS (1963 - 1970)
- Juan Jesús Posadas Ocampo (1970 - 1982)
- Emilio Carlos Berlie Belaunzarán (1983 - 1995)
- Rafael Romo Muñoz (1996 - 2006)

### Arcybiskupi Tijuana
- Rafael Romo Muñoz (2006 - 2016)
- Francisco Moreno Barrón (od 2016)